# George Chubb, III barone Hayter
George Charles Hayter Chubb, III barone Hayter (25 aprile 1911 – 2 settembre 2003), è stato un politico inglese.

## Biografia
Era il figlio di Charles Chubb, II barone Hayter, e di sua moglie, Mary Howarth. Era il propronipote di Charles Chubb, fondatore del Chubb and Sons Lock and Safe Co. Studiò alla Leys School e al Trinity College (Cambridge). 

## Carriera
Entrò a far parte dell'azienda di famiglia nel 1931 nell'apprendimento delle competenze di lock-making nel Wolverhampton e poi lavorò nell'ufficio vendite della succursale St James's Street. Divenne amministratore delegato nel 1941 e presidente nel 1957.
Giocò un ruolo importante nell'espansione della società nel dopoguerra. Viaggiò in Australia, Canada e Sudafrica, dove aprì nuove imprese. Durante la sua presidenza ha supervisionato le acquisizioni e l'espansione dell'impresa in una vasta gamma di prodotti, comprese le attrezzature di protezione antincendio. Si ritirò nel 1981.

### Politica
Quando riuscì alla baronia nel 1967, si è seduto come un crossbencher nella Camera dei lord e ne divenne vice presidente nel 1981. Nel 1986 è emerso come leader di una coalizione di coetanei che si opponevano l'abolizione del Greater London Council.

## Matrimonio
Sposò, il 28 marzo 1940, Elizabeth Anne Rumbold (25 settembre 1919), figlia di Thomas Arthur Rumbold. Ebbero quattro figli: 
- Sarah Tamsen (30 gennaio 1941), sposò il reverendo David Humphrey Clark, ebbero quattro figli;
- George Chubb, IV barone Hayter (9 ottobre 1943);
- John Andrew (20 aprile 1946), sposò Sandy Brereton, ebbero due figli;
- Charles Henry Thomas (22 novembre 1949), sposò Ann Nicola Manning, ebbero quattro figli.

## Morte
Morì il 2 settembre 2003, all'età di 92 anni, e gli successe alla baronia il suo figlio maggiore, George.